# Хубава си, моя горо (албум)
„Хубава си, моя горо“ е четвъртият фолклорен албум на Райна. Планета ТВ представя музикален филм за Райна „Хубава си, моя горо“ – песента, която дава заглавие на третия фолклорен проект на Райна е заглавна и на музикалния филм, в който изпълнителката представя телевизионните версии на своите песни. На наградите на Телевизия „Планета“, Райна е обявена за „Фолклорен изпълнител на годината“. 

## Песни
1. „Жълта дюла, бело грозде“
2. „Целувай ме, мило либе“
3. „Що да сторам“
4. „Чешма шарена“
5. „Садила Яна“
6. „По фабриките на Германия“
7. „Хубава си, моя горо“
8. „Македонийо, жална ле майко“
9. „Пилето ми пее“
10. „Спремай се, спремай“
11. „Заплакала е Стара планина“
12. „Сойка птица“
13. „Машала“
14. „Песен за Сандански“
15. „Ела се вие, превива“
16. „Хубава си, моя горо (акустична)“